# Campionato europeo dei piccoli stati maschile di pallavolo 2023
Il campionato europeo dei piccoli stati maschile di pallavolo 2023 si è svolto dal 15 al 17 giugno 2023 a Edimburgo, in Scozia: al torneo hanno partecipato sei squadre nazionali europee di stati con meno di un milione di abitanti e la vittoria finale è andata per terza volta al Lussemburgo.

## Impianti
|                                                          |  |  |
|                                                          |  |  |
| Oriam Città: Edimburgo Capienza: - Anno d'apertura: 2016 |  |  |

## Regolamento

### Formula
La formula ha previsto:
- Fase a gironi, disputata con gironi all'italiana: le prime due classificate di ogni girone hanno acceduto alla fase finale per il primo posto, mentre l'ultima classificata di ogni girone ha acceduto alla finale per il quinto posto.
- Finale per il quinto posto, giocata con gara unica.
- Fase finale per il primo posto, disputata con semifinali, finale per il terzo posto e finale, giocate con gara unica.

### Criteri di classifica
Se il risultato finale è stato di 3-0 o 3-1 sono stati assegnati 3 punti alla squadra vincente e 0 a quella sconfitta, se il risultato finale è stato di 3-2 sono stati assegnati 2 punti alla squadra vincente e 1 a quella sconfitta.
L'ordine del posizionamento in classifica è stato definito in base a:
- Numero di partite vinte;
- Punti;
- Ratio dei set vinti/persi;
- Ratio dei punti realizzati/subiti;
- Risultati degli scontri diretti.

## Squadre partecipanti
| Squadra          | Qualificazione      | Ultima partecipazione |
| ---------------- | ------------------- | --------------------- |
| Irlanda          | -                   | Andorra 2002          |
| Irlanda del Nord | -                   | Islanda 2017          |
| Islanda          | -                   | Fær Øer 2022          |
| Lussemburgo      | -                   | Islanda 2017          |
| San Marino       | -                   | Fær Øer 2022          |
| Scozia           | Paese organizzatore | Fær Øer 2022          |

## Torneo

### Fase a gironi
| Girone A         | Girone B   |
| ---------------- | ---------- |
| Irlanda del Nord | Irlanda    |
| Lussemburgo      | Islanda    |
| Scozia           | San Marino |

#### Girone A

##### Risultati
| 15 giugno 2023 Oriam, Edimburgo Durata: ? - Spettatori: ? | Scozia           | 3 - 0 | Irlanda del Nord | 25-18, 25-18, 25-21 |
| 15 giugno 2023 Oriam, Edimburgo Durata: ? - Spettatori: ? | Lussemburgo      | 3 - 0 | Scozia           | 25-17, 25-21, 25-23 |
| 16 giugno 2023 Oriam, Edimburgo Durata: ? - Spettatori: ? | Irlanda del Nord | 0 - 3 | Lussemburgo      | 10-25, 12-25, 16-25 |

##### Classifica
| Pos. | Squadra          | Pt | G | V | P | SV | SP | Ratio | PF  | PS  | Ratio |
| ---- | ---------------- | -- | - | - | - | -- | -- | ----- | --- | --- | ----- |
| 1.   | Lussemburgo      | 6  | 2 | 2 | 0 | 6  | 0  | MAX   | 150 | 99  | 1,515 |
| 2.   | Scozia           | 3  | 2 | 1 | 1 | 3  | 3  | 1,000 | 136 | 132 | 1,030 |
| 3.   | Irlanda del Nord | 0  | 2 | 0 | 2 | 0  | 6  | 0,000 | 95  | 150 | 0,633 |

      Qualificata alle semifinali.
      Qualificata alla finale per il quinto posto.

#### Girone B

##### Risultati
| 15 giugno 2023 Oriam, Edimburgo Durata: ? - Spettatori: ? | San Marino | 3 - 0 | Irlanda    | 25-10, 25-15, 25-12        |
| 15 giugno 2023 Oriam, Edimburgo Durata: ? - Spettatori: ? | Islanda    | 1 - 3 | San Marino | 29-31, 23-25, 25-23, 22-25 |
| 16 giugno 2023 Oriam, Edimburgo Durata: ? - Spettatori: ? | Irlanda    | 0 - 3 | Islanda    | 11-25, 17-25, 15-25        |

##### Classifica
| Pos. | Squadra    | Pt | G | V | P | SV | SP | Ratio | PF  | PS  | Ratio |
| ---- | ---------- | -- | - | - | - | -- | -- | ----- | --- | --- | ----- |
| 1.   | San Marino | 6  | 2 | 2 | 0 | 6  | 1  | 6,000 | 179 | 136 | 1,316 |
| 2.   | Islanda    | 3  | 2 | 1 | 1 | 4  | 3  | 1,333 | 174 | 147 | 1,183 |
| 3.   | Irlanda    | 0  | 2 | 0 | 2 | 0  | 6  | 0,000 | 80  | 150 | 0,533 |

      Qualificata alle semifinali.
      Qualificata alla finale per il quinto posto.

### Fase finale

#### Finale 1º e 3º posto
|  | Semifinali | Semifinali  | Semifinali |             |    | Finale          | Finale          | Finale          |  |
|  |            |             |            |             |    |                 |                 |                 |  |
|  | 1B         | San Marino  | 1          |             |    |                 |                 |                 |  |
|  | 1B         | San Marino  | 1          |             |    |                 |                 |                 |  |
|  | 2A         | Scozia      | 3          |             |    |                 |                 |                 |  |
|  | 2A         | Scozia      | 3          |             | 2A | Scozia          | 0               |                 |  |
|  |            |             |            |             | 2A | Scozia          | 0               |                 |  |
|  |            |             | 1A         | Lussemburgo | 3  |                 |                 |                 |  |
|  | 1A         | Lussemburgo | 1A         | Lussemburgo | 3  | 3               |                 |                 |  |
|  | 1A         | Lussemburgo |            |             |    | 3               |                 |                 |  |
|  | 2B         | Islanda     | 0          |             |    | Finale 3º posto | Finale 3º posto | Finale 3º posto |  |
|  | 2B         | Islanda     | 0          |             |    |                 |                 |                 |  |
|  |            |             |            |             |    |                 |                 |                 |  |
|  |            |             |            |             |    | 1B              | San Marino      | 1               |  |
|  |            |             |            |             |    | 1B              | San Marino      | 1               |  |
|  |            |             |            |             |    | 2B              | Islanda         | 3               |  |

##### Semifinali
| 16 giugno 2023 Oriam, Edimburgo Durata: ? - Spettatori: ? | San Marino  | 1 - 3 | Scozia  | 19-25, 25-22, 23-25, 17-25 |
| 16 giugno 2023 Oriam, Edimburgo Durata: ? - Spettatori: ? | Lussemburgo | 3 - 0 | Islanda | 25-18, 25-15, 25-21        |

##### Finale 3º posto
| 17 giugno 2023 Oriam, Edimburgo Durata: ? - Spettatori: ? | San Marino | 1 - 3 | Islanda | 25-20, 23-25, 18-25, 18-25 |

##### Finale
| 17 giugno 2023 Oriam, Edimburgo Durata: ? - Spettatori: ? | Scozia | 0 - 3 | Lussemburgo | 19-25, 22-25, 15-25 |

#### Finale 5º posto
| 17 giugno 2023 Oriam, Edimburgo Durata: ? - Spettatori: ? | Irlanda del Nord | 3 - 0 | Irlanda | 25-10, 25-16, 25-14 |

## Classifica finale
| Pos | Squadra          |
| --- | ---------------- |
|     | Lussemburgo      |
|     | Scozia           |
|     | Islanda          |
| 4.  | San Marino       |
| 5.  | Irlanda del Nord |
| 6.  | Irlanda          |

## Premi individuali
| Premio                | Nome                   | Squadra     |
| --------------------- | ---------------------- | ----------- |
| Miglior palleggiatore | Marc McLaughlin        | Scozia      |
| Miglior opposto       | Mathis Esselin         | Lussemburgo |
| Miglior schiacciatore | Lorenzo Benvenuti      | San Marino  |
| Miglior schiacciatore | Chris Zuidberg         | Lussemburgo |
| Miglior centrale      | David Mexson           | Scozia      |
| Miglior centrale      | Hafsteinn Valdimarsson | Islanda     |
| Miglior libero        | Liam Darling           | Scozia      |